# Leucrota
De leucrota (leucrocuta) is een fabeldier; de nakomeling van de crocotta en een ander dier. Net als de hondachtige crocotta kan dit dier ook een mensenstem nadoen, maar het lijkt op een antilope met gespleten hoeven en een hoge topsnelheid. Het heeft de dijen van een zwijn, de staart, borst en nek van een leeuw en de kop van een das. In plaats van tanden heeft het dier benen kammen, die alles verpulveren. 
De leucrota sluit zijn ogen nooit. De ruggengraat is zo star dat het de kop niet kan bewegen en zich dus moet omkeren om te zien wat er achter het dier gebeurt.